# К2 (телеканал)
«К2» — украинский женский телевизионный канал, с целевой аудиторией «женщины 18—50 лет». 
Канал позиционирует себя на украинском телевизионном пространстве как полезный и необходимый во всех областях жизни женщины. Зрителями канала являются женщины с традиционными ценностями: семья, воспитание и здоровье детей, здоровое питание, красота, мода, путешествия, отдых, культура, дом и уют.
Ядром целевой аудитории являются молодые женщины 25—44 лет. В общем вклад женской аудитории в рейтинг телеканала превышает 68 %. Техническое покрытие телеканала «К2» составляет 71,8 % территории Украины.

## История
Начал вещание 1 августа 2005 года на частоте телеканала IVK. С декабря 2006 года входит в состав холдинга U.A. Inter Media Group. В холдинг также входят каналы «Интер», «Интер+», «Enter-фильм», «К1», «НТН», «Мега», «Zoom», «Пиксель tv».
С 2007 года канал ввёл сетку вещания женские характера программы («Дом на зависть всем», «Квадратный метр» и др.).
С 25 декабря 2016 года вещает в формате 16:9.
В связи с вторжением России на Украину с 24 февраля 2022 по 7 апреля 2024 года телеканал круглосуточно транслировал информационный марафон «Единые новости». В эфире отсутствовала реклама.
1 марта 2024 года телеканал прекратил спутниковое вещание.
8 апреля 2024 года телеканал возобновил самостоятельное вещание, изменив программную сетку. Из эфира исчезли российские программы телеканала «НТВ».

## Руководство
Генеральный директор — Владимир Шарко

## Логотип
Телеканал сменил 2 логотипа. Нынешний — 3-й по счёту.
| Логотип | Описание |
| ------- | --- |
|         | С 1 августа 2005 по 7 марта 2016 года логотипом служила розовая буква «К», розовый круг с белой цифрой «2», а между ними — светло-розовый знак «<». Находился в левом нижнем углу экрана. |
|         | С 8 марта 2016 по 7 апреля 2024 года логотипом был текст «К<2», написанный белыми контурами, с надписью «Дом/Красота/Дети/Жизнь/Семья» (укр. «Дім/Краса/Діти/Життя/Сім'я») в розовом кругу справа. Во время показа рекламы и в траурные дни круг с надписьями исчезал. Логотип находился там же. |
|         | С 8 апреля 2024 года логотипом является то же стилизованное слово «К2», которое стало розового цвета с белыми контурами. Под логотипом есть белый слоган «Красота и Любовь» (укр. «Краса і Кохання»). Находится в верхнем левом углу экрана. В траурные дни логотип становится белым.            |

## Параметры спутникового вещания
| Спутник  | Орбитальная позиция | Частота   | Поляризация    | Символьная скорость | FEC |
| -------- | ------------------- | --------- | -------------- | ------------------- | --- |
| Astra 4A | 4° зп. д.           | 12399 MHz | горизонтальная | 27500 Mb/s          | 3/4 |

## Программы
- Квадратный метр
- Удачный проект
- Готовим вместе
- Судебные дела
- Семейный суд
- Касается каждого
- Шеф-повар
- Садовые советы
- Шесть соток
- Королева декора
- Божественный дизайн

### Архивные
- Дом на зависть всем
- Полезные советы
- Формула любви
- Курсы элементарной кулинарии Гордона Рамзи
- Один за 100 часов
- Своя роль
- Адские отели
- Всё моё
- Школа доктора Комаровского
- Звёздные судьбы
- Наедине со всеми
- Места силы
- Лишние 10 лет
- Люблю готовить!
- Арт-пространство
- Правда о еде
- Голливуд: большое возвращение
- Знак качества
- Диетологи
- Что хорошо для тебя
- За кадром
- Будь по-твоему
- Знаете что?
- Игры судьбы
- Рассмеши комика. Дети
- Вечерний квартал
- Без жертв
- За глаза
- Гардероб навылет
- Глянец
- Главные люди
- Без жертв
- Игры судьбы
- Квартирный вопрос
- Дачный ответ
- Цвет ночи
- Женская форма
- Дело вкуса
- Модный приговор
- Дом и жилище
- Приключения декоратора
- Звёздная жизнь
- Улётные животные
- Семья от А до Я
- Сваты у плиты
- Тайны тела
- Тайны еды
- Тайны страхов

### Мультсериалы
- Смешарики
- Фиксики

С 2005 по 2022 год канал показывал преимущественно советские мультфильмы. С 2018 года канал транслировал их в украинском дубляже.

### Телесериалы
- Дорогая Маша Березина
- Клон
- Психосоматика
- Татьянин день
- Восточные сладости
- Нити судьбы
- Гречанка
- Сваты
- Байки Митяя
- Гадалка

## Награды
Программа «Арт-пространство» заняла 3 место на VI Всеукраинском и ІІІ Международном фестивале «Молодое телевидение» им. В. Л. Чубасова (2011 год).